# OM série zoologique
Les camions OM Série "zoologique" est une gamme de camions de faible et moyen tonnage fabriquée entre 1950 et 1972 par le constructeur italien OM de Brescia, filiale du géant Fiat V.I.. 

## Histoire
En 1950, alors que les usines du constructeur milanais ont été reconstruites et que l'activité a repris à un rythme effréné grâce aux travaux de modernisation du pays et au début du fameux miracle économique, OM décide de compléter sa gamme dans un nouveau créneau, celui des camions de petit tonnage. Il lance le Leoncino qui sera le premier élément d'une large gamme qui lui assurera le succès jusqu'à devenir le constructeur grand spécialiste dans ce secteur.
Cette gamme de petits camions a été spécialement étudiée pour permettre aux transporteurs et entrepreneurs italiens de desservir les quartiers les plus difficiles d'accès dans les villes anciennes aux rues étroites. Ils ont une largeur inférieure à leurs concurrents, ce qui leur a assuré un succès exceptionnel dans tous les pays où ils ont été commercialisés ou construits sous licence.
Le surnom "zoologique" vient des noms d'animaux qui ont été attribués à chacun des modèles successifs :
- 1950 : OM Leoncino, petit lion, succède à l'OM Loc. Lancé en 1950, c'est un camion polyvalent et très fiable qui, en peu de temps, est devenu le cheval de bataille du constructeur italien sur tous les marchés européens dans la tranche 6,5 tonnes de PTC. Il a été fabriqué en différentes déclinaisons : châssis cabine 4x2 et 4x4, civil et militaire, châssis surbaissé pour autobus, fourgon et mobilhome. Ce modèle a connu plusieurs évolutions notamment moteur et cabine. Une cabine unifiée et un nouveau moteur sont apparus sur la dernière version en 1968. En France il a été commercialisé par le réseau UNIC sous le nom Unic 34C. En 1955, OM a présenté une version traction avant, le Leoncino TA.

- 1957 : OM Tigrotto, petit tigre. C'est un modèle plus lourd que le Leoncino offrant un PTC de 8 tonnes et une charge utile de 5 tonnes. Le Tigrotto est reconnaissable avec ses jantes artillerie, type cher aux constructeurs et routiers italiens qui les conserveront très longtemps. La cabine est identique à celle du Leoncino. Le Tigrotto était disponible en châssis cabine à plateau et fourgon.

- 1958 : OM Lupetto petit loup et parfois appelé Lupetto 20 sur certains marchés. Il offre un PTC de 5 tonnes et une charge utile de 3 tonnes.

- 1958 : OM Tigre qui remplace l'OM Super Taurus représente à lui seul une gamme avec 6 variantes aux PTC qui s'échelonnent de 10 à 13 tonnes.

- 1959 : Leoncino 4x4 - Leoncino 25 N2

- 1962 : Les contraintes liées au nouveau code de la route italien obligent OM à modifier toute sa gamme de petit tonnage en l'équipant de nouveaux moteurs et une unification du dessin de la cabine qui change complètement de visage, s'inspirant de celle des gros porteurs, notamment du Titano 2.

En 1964, la gamme se compose des modèles suivants :
- Orsetto (ourson) 15, PTC 3,5 tonnes, charge utile 2 tonnes,
- Cerbiatto (petit cerf) 20, PTC 4,5 t, CU 2,5 t,
- Lupetto 25, PTC 5,0 t, CU 3,0 t,
- Leoncino 30, PTC 6,0 t, CU 3,5 t,
- Leoncino 35, PTC 6,5 t, CU 4,0 t,
- Daino (daim) 40, PTC 7,0 t, CU 4,0t,
- Daino 45, PTC 7,5 t, CU 4,5 t,
- Tigrotto 50, PTC 8,0 t, CU 5,0t,
- Tigrotto 55, PTC 9,0 t, CU 5,5t,
- Tigrotto 65, PTC 10,0 t, CU 6,5 t.

Tous ces camions sont équipés de moteurs Fiat-OM avec une injection Saurer.
La série "zoologique" sera fabriquée jusqu'en 1972, lorsque la gamme Fiat-OM série « X » la remplacera, à l'exception du Fiat OM 40 qui, lancé en 1972, reprend la cabine du Lupetto, dans sa dernière version et sera fabriqué jusqu'en 1987 par Zastava Kamioni en Serbie.

## Les modèles fabriqués sous licence à l'étranger
À cette époque (1950), les droits de douane étaient très importants et les exportations très difficiles, aussi les modèles à fort potentiel commercial étaient souvent fabriqués sous licence par d'autres grands constructeurs.
Ce sera le cas pour toute la gamme OM "zoologique" qui sera fabriquée :
- Allemagne par Büssing ;
- Autriche par Steyr ;
- Suisse par Saurer, qui a toujours entretenu d'excellents rapports avec OM et Fiat. Saurer n'ayant jamais produit de camions de la gamme petit ni moyen tonnage, a importé et/ou construit localement tous les modèles OM.

En France les camions OM, ont été commercialisés par le réseau Unic, filiale de Fiat V.I., sous le nom Unic 34C, jusqu'en 1974, lors de la création d'Iveco.